# Ян Кухажевський
Ян Кухажевський (пол. Jan Kucharzewski/Ян Кухажевскі; 27 травня 1876, Високе-Мазовецьке, Царство Польське, Російська імперія — 4 липня 1952, Нью-Йорк, Сполучені Штати Америки) — польський державний і політичний діяч, історик, юрист, 1-й та 4-й прем'єр-міністр Королівства Польського в 1917–1918 роках.

## Біографія

### Освіта та професійна діяльність
У 1898 році Ян Кухажевський закінчив юридичний факультет Імператорського університету Варшави. З 1906 року працював адвокатом.
Будучи студентом, брав участь у діяльності студентської організації Zet, метою якої було згуртування талановитої польської молодої інтелігенції, яка мешкала на території Російської імперії, Австро-Угорщини та Німеччини, яка, за задумом організаторів, повинна була в майбутньому забезпечити відродження сильної незалежної польської держави. Також Кухажевскій був членом «Братської допомоги», схожого на Zet союзу студентів, що займався здебільшого соціальними питаннями, такими, як допомога незаможним студентам.

### Роки Першої світової війни
Перші роки Першої світової війни Кухажевський провів у Швейцарії, куди втік та працював там журналістом.

### Революційні роки
У червні 1917 року він повернувся до Варшави. Після створення незалежної Польщі був співробітником Департаменту з політичних питань Тимчасової Державної ради. У Королівстві Польському працював в адміністрації, підпорядкованій Рентській Ради.

## Прем'єр-міністр Королівства Польського
У 1917 році історику Кухажевському було запропоновано очолити уряд незалежної Польщі. З 26 листопада 1917 року по 27 лютого 1918 року обіймав посаду президента Кабінету міністрів (прем'єр-міністра). Другий раз був обраний прем'єр-міністром 2 жовтня 1918 року. Другий уряд Кухажевського протримався лише тиждень.

## Міжвоєнний період
У міжвоєнний період Кухажевський працював радником Кабінету міністрів і Міністерства закордонних справ, а потім займався науковою і журналістською діяльністю.
Під час Другої світової війни перебуває в США, де неодноразово виступав на користь Польщі, з антирадянських і антикомуністичних позицій. Президент Польського інституту наук у Нью-Йорку. Засновник Польського наукового товариства у вигнанні.

## Наукова діяльність
Як історик, він займався дослідженнями з російської та польської історії ХІХ- ХХ століття. Був членом Варшавського наукового товариства та Польської академії наук (з 1926 року член-кореспондент, з 1936 року дійсний член).

## Бібіліографія
1. Юридичний соціалізм (1906)
2. Польська справа в парламенті Франкфурті 1848 (1908)
3. Роздуми сюр-ле-problème, Лозанна (1916)
4. Моріс Мочанскі (1910)
5. Лід Паскіевічовскі. Доля освіти (1914)
6. Від білого до червоного царського режиму. Том 1-7. (1923—1935)
7. Походження сучасної Росії (1948).